# Concert per a trompa núm. 1 (Strauss)
El Concert per a trompa núm. 1 en mi bemoll major, op. 11, va ser compost per Richard Strauss entre 1882 i 1883. El va escriure en dues versions, una per a acompanyament de piano i una altra amb orquestra (la part de trompa és la mateixa). Aquest concert s'ha convertit en el concert per a trompa més interpretat del segle XIX. La seva estrena amb acompanyament de piano va tenir lloc el 1883 a Múnic, i la versió amb acompanyament orquestral el 1885 a Meiningen.
Cap al final de la seva vida, el 1942, Strauss va escriure un Segon Concert per a trompa.

## Història de la composició
Als 18 anys, mentre era estudiant de filosofia a la Universitat de Múnic, després d'haver acabat recentment el Concert per a violí i la Sonata per a violoncel, Strauss va escriure el seu primer concert per a trompa. El seu pare Franz Strauss va ser un dels principals trompistes de la seva època, i el fet que Richard creixés amb el so de la trompa a casa el va portar a explorar el gran potencial d'aquest instrument tant com a solista com a instrument orquestral. Tot i que anteriorment havia escrit una peça breu per a trompa solista (Dos estudis per a trompa, TrV 15, 1873), el concert va ser la primera peça orquestral que va decidir escriure per a aquest instrument.
La versió amb acompanyament orquestral està titulada "Waldhornkonzert", indicant que el concert havia de ser interpretat amb la trompa natural sense vàlvules (Waldhorn), que era la trompa de preferència del seu pare (tot i que Franz també tocava la trompa amb vàlvules en fa). Tot i que tècnicament és possible tocar el concert amb una trompa natural en mi bemoll, a la pràctica seria impossible oferir una interpretació convincent. Alan Jefferson especula que el títol podria, en realitat, ser una broma entre pare i fill. La germana de Strauss, Johanna, va escriure al trompista britànic Dennis Brain que "recordava vivament el seu pare lluitant amb la part solista, que trobava molt esgotadora, fins i tot fent servir la trompa de si bemoll agut. En particular, sembla que trobava els si bemoll aguts massa agosarats i perillosos per a una interpretació en una sala de concerts".
Les primeres interpretacions públiques s'haurien fet utilitzant la trompa simple en fa amb vàlvules, tal com s'indica en la partitura de les edicions posteriors (encara que les trompes orquestrals seguien sent especificades com a trompes naturals en mi bemoll). A la pràctica, totes les interpretacions modernes i gravacions es toquen amb la trompa doble en fa amb vàlvules, desenvolupada a finals del segle XIX. Quan es va escriure el concert, l'ús de les trompes naturals encara era comú. Per exemple, Brahms continuava escrivint per a trompes naturals a les seves simfonies (la Simfonia núm. 3 és contemporània al Concert per a trompa) perquè considerava que el so era millor. El mateix Strauss va arribar a explotar plenament les possibilitats de la trompa amb vàlvules en els seus poemes simfònics, començant per Don Juan, escrit pocs anys després.
El concert consta de tres moviments (Allegro, Andante, Allegro), que s'interpreten de manera contínua (excepte en rares ocasions) i dura entre 15 i 18 minuts. La composició és típica de la música de Strauss en aquell moment, amb un estil romàntic, mostrant la influència de Mendelssohn. La versió orquestral utilitza una orquestra clàssica: 2 flautes, 2 oboès, 2 clarinets, 2 fagots, 2 trompes, 2 trompetes, timbals i cordes.

## Estrena
L'estrena pública amb piano va tenir lloc el 1883, poc després de la finalització de la composició, amb un dels alumnes de Franz Strauss, Bruno Hoyer, com a solista. La versió orquestral es va estrenar a Meiningen sota la direcció de Hans von Bülow i amb la part de trompa interpretada pel trompista principal Gustav Leinhos el 4 de març de 1885. Strauss va escriure al seu pare que el solista havia tocat amb una "Kolossaler sicherheit" (seguretat colossal). Strauss va dirigir l'obra almenys tres vegades més tard a la seva vida: a Viena el 7 de maig de 1921, a Mannheim el 3 de novembre de 1929 i a Hannover el 9 d'octubre de 1931.
A Catalunya es va estrenar el 26 d'octubre de 1922 per l'Orquestra Pau Casals al Palau de la Música de Barcelona.